# Термопот

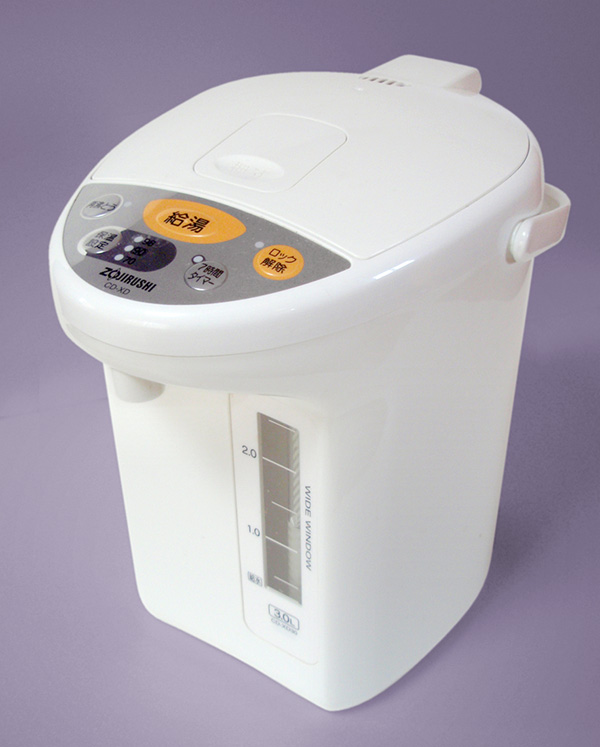
Термопот производства Zojirushi

Термопот — электронагревательный бытовой прибор, гибрид чайника и термоса. Имеет ёмкость для жидкости вместительностью 2—6 л, электронагревательные элементы и помпу (ручную или электрическую) для подачи воды. Кипятит и поддерживает температуру воды на заданном уровне, по мере надобности её подогревая. Некоторые модели имеют фильтры для воды.

## Конструкция
Термопот состоит из резервуара, нагревательного элемента, термометра, управляющего элемента и теплоизоляции. Обычно в термопоте, в отличие от термоса, не используется вакуумная колба, поэтому вода в нём остывает быстрее, чем в термосе. Термопоты имеют защиту: без воды нагреватель не включится. Для вывода пара предусмотрен специальный клапан.

## Плюсы
- Термопот почти всегда имеет готовую к употреблению горячую воду или кипяток.
- Термопот не нужно поднимать или наклонять, чтобы получить горячую воду, что особенно удобно для пожилых людей.
- Большинство моделей термопотов могут длительное время поддерживать воду в горячем состоянии.
- Непременным атрибутом термопота является широкая откидная крышка, облегчающая его наполнение.

## Минусы
- Поддержание воды в горячем состоянии требует дополнительных затрат электроэнергии, хотя обычно потребление термопота в режиме поддержания требует мощности меньшей, чем лампа накаливания.
- Мощность нагревателей большинства термопотов ниже, чем у чайника (700—900 Вт против 2000—2600 Вт)[1], поэтому закипания воды приходится ждать дольше.